# Der unwahrscheinliche Mörder
Der unwahrscheinliche Mörder (schwedisch Den osannolika mördaren) ist eine schwedische Krimi-Drama-Miniserie, die 2021 auf Netflix veröffentlicht wurde. Sie behandelt den Mord am schwedischen Ministerpräsidenten Olof Palme im Jahr 1986 und stützt sich dabei auf das gleichnamige Sachbuch des Journalisten Thomas Pettersson aus dem Jahr 2018. Dieses vertritt die Theorie eines Einzeltäters, des so genannten Skandia-Mannes Stig Engström. Für die Darstellung einer unbewiesenen Theorie als Tatsache wurde die Serie in der schwedischen Öffentlichkeit kritisiert.

## Handlung
Am Abend des 28. Februar 1986 erschießt Stig Engström, ein Grafikdesigner bei der Versicherungsgesellschaft Skandia, nahe seinem Arbeitsplatz, dem Thulehuset, den schwedischen Ministerpräsidenten Olof Palme, der mit seiner Frau Lisbeth auf dem Heimweg von einem Kinobesuch ist. Nachdem Beschreibungen des fliehenden Täters kursieren, wendet sich dieser selbst an Polizei und Presse und stellt sich lediglich als Zeugen dar. 
Von Anfang an kommt es bei den Ermittlungen der schwedischen Polizei zu Pannen und Fehlern. Während dem erfahrenen Polizisten Arne Irvell die Falschaussagen und Widersprüche des sich immer wieder in die Öffentlichkeit drängenden Engström auffallen, ist er für den leitenden Ermittler Hans Holmér uninteressant. Dieser will keinen Einzeltäter finden, sondern eine politische Verschwörung aufdecken. Als im Jahr 1989 der Kleinkriminelle  Christer Pettersson für den Mord verurteilt wird, basiert dies unter anderem auf einer Falschaussage Engströms. In zweiter Instanz muss er freigesprochen werden. Nach der Scheidung von seiner Frau und ohne die öffentliche Aufmerksamkeit, die er sich durch seine Tat erhofft hat, vereinsamt Engström immer mehr. Im Jahr 2000 verübt er Suizid.
Vom Jahr 2006 an recherchiert der schwedische Journalist Thomas Pettersson zum Palme-Mord. Bald wird auch er auf Stig Engström aufmerksam. Er findet heraus, dass dieser Kontakte zu einem Palme feindlich gesinnten Kreis, Schießkenntnisse und Zugriff zu einer Pistole gehabt hat. 2018 veröffentlicht er seine Recherchen in einem Buch. Im Jahr 2020 kommt auch der schwedische Staatsanwalt Krister Petersson zum Ergebnis, dass Engström der wahrscheinlichste Täter ist, und stellt das Verfahren offiziell ein.

## Rezeption
Die Qualität der Serie wurde in der schwedischen Presse überwiegend gelobt. So urteilte Dagens Nyheter: „Grausam gut gemacht“. Das Svenska Dagbladet sah in der von Robert Gustafsson gespielten Hauptfigur „eine Tom-Ripley-Figur – ein soziopathischer Kauz der einfach nur … zufällig tötet.“ Gustafsson hatte 1986 selbst in jener Filmvorführung im Grand Kino gesessen, die das Ehepaar Palme vor dem Mord besucht hatte, eine Tatsache, die bereits bei der Werbung für die Serie thematisiert worden war.
Allerdings kam es in der schwedischen Öffentlichkeit zu einer Debatte, ob es statthaft sei, einen Toten postum zum Mörder zu machen, ohne dass ihm die Tat je in einem Gerichtsverfahren nachgewiesen wurde. Zwar weist der Abspann darauf hin: „Es ist nicht bewiesen, dass Stig Engström der Palme-Mörder war. Er wurde aber verdächtigt.“ Doch bereits das Ergebnis der Staatsanwaltschaft im Jahr 2020 wurde von Beobachtern als „Verletzung der rechtsstaatlichen Unschuldsvermutung“ kritisiert. Gegen Netflix ging eine Anzeige wegen „Verleumdung eines Verstorbenen“ ein. Sydsvenskan fand in der Serie zahlreiche „Lügen pro Sekunde“, die das Bild des Palme-Mordes für zukünftige Generationen beeinflussen würden, und ein Leitartikel in Dagens Nyheter kam zum Schluss: „So sollte das Drehbuch für Schwedens Trauma nicht aussehen.“
Stefan Fischer in der Süddeutschen Zeitung sieht im Zentrum der Serie die „Lebenslüge der schwedischen Gesellschaft als egalitärem Gemeinwesen“, in der die Witwe des Präsidenten als „monströse Diva“ gezeichnet wird und Männer durchweg als Karrieristen. Besonders beeindruckt ihn das Spiel des Hauptdarstellers: „Gustafsson legt die Figur nicht eindeutig fest, vor allem pathologisiert er sie nicht.“ Insgesamt findet er in der Serie „erfrischend widersprüchliche Antworten“.
Für Matthias Hannemann in der Frankfurter Allgemeinen Zeitung ist die Serie „rein handwerklich betrachtet, ein Thriller vom Feinsten“ mit „einem sensationell aufspielenden Robert Gustafsson“. Isabella Wallnöfer spricht in der Presse von einer „Charakterstudie im Nordic-Noir-Format“. Michael Kohl vom Filmdienst kritisiert allerdings: „Auf diese Weise wird etwas als Tatsache zementiert, was tatsächlich doch nur eine (wenn auch gut begründete und spannend inszenierte) Interpretation von Fakten ist. Als True-Crime-Story ist die Serie also mit Vorsicht zu genießen.“